# Araripina Futebol Clube
El Araripina Futebol Clube es un club de fútbol brasileño de la ciudad de Araripina. Fue fundado en 2008 y juega la temporada 2010 en el Campeonato Pernambucano.